# كأس هولندا السياحية 2013
كأس هولندا السياحية 2013 هو سباق دراجات نارية أقيم بتاريخ 29 يونيو 2013 في حلبة أسن تي تي، هولندا. كان الجولة السابعة من أصل 18 في سباق الجائزة الكبرى للدراجات النارية موسم 2013. فاز فالنتينو روسي بفئة الموتو جي بي بينما جاء مارك ماركيث في المركز الثاني وحصل على المركز الثالث كال كروتشلوو. فاز بفئة الموتو 2 الإسباني بول إسبارغارو بينما فاز بفئة الموتو 3 الإسباني لويس سالوم.

## وصلات خارجية
- الموقع الرسمي